# Thymoteles
Thymoteles (altgriechisch Θυμοτέλης Thymotélēs) war ein athenischer Dramatiker, der im späteren 2. Jahrhundert v. Chr. wirkte. Er ist nur inschriftlich belegt und von seinen Werken ist nichts überliefert. Es ist nicht abschließend geklärt, ob er Tragödiendichter oder Komödiendichter war.